# Ben Healy
Ben Healy (n. 11 septembrie 2000, Dudley⁠(d), Anglia, Regatul Unit) este un ciclist profesionist irlandez, care concurează în prezent pentru EF Education–EasyPost, echipă licențiată UCI WorldTeam.

## Rezultate în Marile Tururi

### Turul Italiei
1 participare
- 2023: câștigător al etapei a 8-a, locul 55